# Björn Scheuermann
Björn Scheuermann (* 1980 in Mannheim) ist Professor für Kommunikationsnetze am Fachbereich Elektro- und Informationstechnik der TU Darmstadt. Er ist professorales Zweitmitglied am Fachbereich Informatik.

## Wissenschaftliche Laufbahn
Von 2000 bis 2004 studierte er Mathematik und Informatik an der Universität Mannheim. Daran angeschlossen folgte eine Promotion an der Universität Düsseldorf, die er 2007 abschloss. In diesem Jahr hatte er auch einen Forschungsaufenthalt an der Universität Cambridge. Zurück an der Universität Düsseldorf war er von 2008 bis 2011 Juniorprofessor für Mobile und Dezentrale Netzwerke. 2011 folgte eine Professur für Telematik an der Universität Würzburg sowie von 2011 bis 2012 eine Professur für IT-Sicherheit an der Universität Bonn. 2012 folgte ein Ruf der Humboldt-Universität zu Berlin für den Lehrstuhl Technische Informatik, welchen Scheuermann bis 2021 bekleidete. Seit 2021 ist er schließlich als Professor für Kommunikationsnetze an der Technischen Universität Darmstadt tätig.
Seit 2018 ist er außerdem Forschungsdirektor am Alexander von Humboldt Institut für Internet und Gesellschaft und war Principal Investigator am Weizenbaum-Institut.